# 매곡동 (순천시)
매곡동(梅谷洞)은 대한민국 전라남도 순천시의 동이다. 향동, 삼산동, 조곡동, 중앙동과 접하고 있다.

## 개요
매곡동은 원래 순천군 소안면 지역으로서 1914년 일제의 행정구역 폐합에 따라 북정지·우명(구석돔 포함)· 못등·청수리와 병합 매곡리라 하여 순천면에 편입되었고, 1931년 11월 1일 순천읍에 속했으며 1949년 8월 15일 지방자치제 시행에 따라 순천부가 순천시로 바뀌고 동제 실시에 따라 순천시 매곡동이라 하였다. 1995년 1월 1일 순천시와 승주군이 통합 새로운 순천시 매곡동이 발족 현재에 이르고 있다. 매곡은 토박이 말로 ‘저우실’이라고 한다. 겨슬실→겨△실→겨우실→저우실의 변화로 풀이된다. 매화는 설중매란 말처럼 겨울의 추운 기후에도 피고, 오행으로 북은 겨울을 뜻한다. 매년 매곡동 관내 김준선씨의 집 뜨락 남향 언덕배기에는 전국에서 가장 먼저 매화가 피어 화제가 되기도 한다.

## 행정 구역
- 매곡동

## 교육
- 순천북초등학교
- 순천매산중학교
- 순천삼산중학교
- 순천여자중학교
- 매산여자고등학교
- 순천매산고등학교
- 순천대학교

## 주거

### 아파트
- (주)서한 신매곡 서한이다음 (매곡동) : 2020년 7월 입주.